# Liste der portugiesischen Botschafter in Australien
Die Liste der portugiesischen Botschafter in Australien listet die Botschafter der Republik Portugal in Australien auf. Die beiden Staaten unterhalten seit 1960 diplomatische Beziehungen.
Portugals Botschaft residiert im Stephen House (32 Thesiger Ct) in Deakin, ACT, bei der australischen Hauptstadt Canberra. Zudem existieren ein portugiesisches Generalkonsulat in Sydney und Honorarkonsulate in Adelaide, Brisbane, Darwin, Melbourne und Perth.

## Missionschefs
| Name                                    | Bild       | Amtszeit                            | Anmerkungen                                                                                                 |
| Australien                              | Australien | Australien                          | Australien                                                                                                  |
| --------------------------------------- | ---------- | ----------------------------------- | --- |
| Manuel Rodrigues de Almeida Coutinho    |            | 23. November 1960 – 2. Januar 1963  | Übergangs-Geschäftsträger, am 12. Dezember 1960 als erster Botschafter Portugals in Australien akkreditiert |
| Inácio José D'Araújo Rebello de Andrade |            | 2. Januar 1963 –2. April 1965       | Übergangs-Geschäftsträger                                                                                   |
| José Eduardo de Mello-Gouveia           |            | 2. April 1965 –2. Dezember 1969     | Übergangs-Geschäftsträger, am 13. Mai 1965 akkreditiert                                                     |
| Carlos Alberto Empis Wemans             |            | 3. Dezember 1969 –15. November 1974 | Botschafter, am 9. Dezember 1969 akkreditiert                                                               |
| António Cabrita Matias                  |            | 10. Januar 1975 – 2. April 1980     | Botschafter, am 22. Januar 1975 akkreditiert                                                                |
| José Lourenço Pereira de Sousa Sarmento |            | 8. April 1980 –7. Januar 1981       | Übergangs-Geschäftsträger                                                                                   |
| Inácio José D'Araújo Rebello de Andrade |            | 7. Januar 1980 –2. Juli 1988        | Botschafter, am 4. Februar 1981 akkreditiert                                                                |
| José Pacheco Luiz Gomes                 |            | 13. Juli 1988 –21. Februar 1993     | Botschafter, am 15. Juli 1988 akkreditiert                                                                  |
| Rui Manuel Pereira Goulart D’Ávila      |            | 28. Februar 1993 –21. Februar 1996  | Botschafter, am 25. März 1993 akkreditiert                                                                  |
| Zózimo Justo da Silva                   |            | 1. Juli 1996 –31. Januar 2001       | Botschafter, am 30. Juli 1996                                                                               |
| José Ernest Henzler Vieira Branco       |            | 12. Februar 2001 –26. Januar 2005   | Botschafter                                                                                                 |
| António Augusto Jorge Mendes            |            | 15. Januar 2005 –25. April 2010     | Botschafter                                                                                                 |
| Rui Quartin Santos                      |            | 2. Mai 2010 – 2. Dezember 2012      | Botschafter, am 18. Mai 2010                                                                                |
| Paulo Jorge Sousa da Cunha Alves        |            | 14. Juni 2013 –7. August 2018       | Botschafter, am 25. September 2013 akkreditiert                                                             |
| Pedro da Vinha Rodrigues da Silva       |            | seit 26. Oktober 2018               | Botschafter, am 4. Dezember 2018 akkreditiert                                                               |